# 威寧州
威寧州，清朝时设置的州。
康熙五年（1666年），改四川烏撒土府為威寧州，取威鎮安寧之義，隸貴州省。二十六年（1687年），以大定州、黔西州、平遠州三州隸屬威寧府。雍正七年（1729年），降威寧府為州，屬大定府。 民國二年（1913），廢威寧州置威寧縣。今名威寧彝族回族苗族自治縣 ，屬畢節市。